# Dorthe Holm
Dorthe Holm (født 3. juli 1972) er en dansk curlingspiller som deltog i de Olympiske lege 1998 i Nagano.
Dorthe Holm vandt en olympisk sølvmedalje under vinter-OL 1998 i Nagano. Hun var med på det danske hold, der sluttede på andenpladsen i curlingturneringen for damer efter Canada. De vandt semifinalen over Sverige med 7-5, men tabte finalen mod Canada med 5-7. De andre på holdet var Helena Blach Lavrsen, Margit Pörtner og Trine Qvist, samt reserven Jane Bidstrup.

## OL-medaljer
- 1998  Nagano -  Sølv i curling, damer  Danmark[1] Det er hidtil Danmarks eneste medalje ved et vinter-OL.